# Willem I van Brunswijk
Willem I van Brunswijk (circa 1270 - Brunswijk, 30 september 1292) was van 1279 tot aan zijn dood hertog van Brunswijk-Wolfenbüttel. Hij behoorde tot het huis Welfen.

## Levensloop
Willem was de derde zoon van hertog Albrecht I van Brunswijk-Wolfenbüttel en diens echtgenote Adelheid, dochter van markgraaf Bonifatius II van Monferrato.
Na de dood van zijn vader in 1279 erfden Willem en zijn oudere broers Hendrik I en Albrecht II het hertogdom Brunswijk-Wolfenbüttel. Omdat de drie broers toen nog minderjarig waren, werden ze onder het regentschap van bisschop Koenraad van Verden geplaatst. 
Nadat de broers volwassen waren verklaard, verdeelden ze in 1291 hun gezamenlijke domeinen onderling. Hendrik I kreeg het vorstendom Grubenhagen, Albrecht II het vorstendom Göttingen en Willem behield de rest van het hertogdom Brunswijk-Wolfenbüttel. Ze waren het echter niet eens over wie de controle van de stad Brunswijk zou krijgen. 
Amper een jaar later, in september 1292, stierf Willem. Zijn broers verdeelden zijn domeinen vervolgens onderling. Hij was gehuwd met Elisabeth, dochter van landgraaf Hendrik I van Hessen, maar het huwelijk was kinderloos gebleven.